# Lull
Lull — мини-альбом американской рок-группы The Smashing Pumpkins, выпущенный 5 ноября 1991 года на лейблах Caroline Records и Virgin Records.

## Список композиций
| №  | Название     | Длительность |
| -- | ------------ | ------------ |
| 1. | «Rhinoceros» | 5:57         |
| 2. | «Blue»       | 3:22         |
| 3. | «Slunk»      | 2:49         |
| 4. | «Bye June»   | 2:09         |

## Участники записи
- Джимми Чемберлин — ударные
- Билли Корган — вокал, гитара
- Джеймс Иха — гитара, вокал
- Д’арси Рецки — бас-гитара, вокал